# Davis Cup 1906
In 1906 werd het toernooi om de Davis Cup voor de 6e keer gehouden. De Davis Cup is het meest prestigieuze tennistoernooi voor landen dat sinds 1900 elk jaar wordt georganiseerd.
De Britse Eilanden won voor de 4e keer de Davis Cup (destijds nog de International Lawn Tennis Challenge genoemd) door in de finale de Verenigde Staten met 5-0 te verslaan.
Alle wedstrijden werden gehouden in het land van de regerend kampioen, de Britse Eilanden. Na twee deelnames deed België tot en met 1912 niet meer mee.
België deed deze keer niet mee.

## Finale
Britse Eilanden -  Verenigde Staten 5-0 (Wimbledon, Engeland, 21-24 juli)

## Uitdagingstoernooi
|  | halve finale     | halve finale |  |             | finale 7-9 juni  | finale 7-9 juni |
|  |                  |              |  |             |                  |                 |
|  |                  |              |  |             |                  |                 |
|  | Verenigde Staten | w/o          |  |             |                  |                 |
|  | Frankrijk        |              |  |             | Engeland         | Engeland        |
|  |                  |              |  |             | Verenigde Staten | 3               |
|  |                  |              |  | Australazië | 2                |                 |
|  | Australazië      | w/o          |  |             |                  |                 |
|  | Oostenrijk       |              |  |             |                  |                 |

Algemeen · Opzet · Finales · Winnaars 
 België ·  Nederland ·  Aruba ·  Nederlandse Antillen 

1900 · 1901 · 1902 · 1903 · 1904 · 1905 · 1906 · 1907 · 1908 · 1909 · 1910 · 1911 · 1912 · 1913 · 1914 · 1915 · 1916 · 1917 · 1918 · 1919 · 1920 · 1921 · 1922 · 1923 · 1924 · 1925 · 1926 · 1927 · 1928 · 1929 · 1930 · 1931 · 1932 · 1933 · 1934 · 1935 · 1936 · 1937 · 1938 · 1939 · 1940 · 1941 · 1942 · 1943 · 1944 · 1945 · 1946 · 1947 · 1948 · 1949 · 1950 · 1951 · 1952 · 1953 · 1954 · 1955 · 1956 · 1957 · 1958 · 1959 · 1960 · 1961 · 1962 · 1963 · 1964 · 1965 · 1966 · 1967 · 1968 · 1969 · 1970 · 1971 · 1972 · 1973 · 1974 · 1975 · 1976 · 1977 · 1978 · 1979 · 1980 · 1981 · 1982 · 1983 · 1984 · 1985 · 1986 · 1987 · 1988 · 1989 · 1990 · 1991 · 1992 · 1993 · 1994 · 1995 · 1996 · 1997 · 1998 · 1999 · 2000 · 2001 · 2002 · 2003 · 2004 · 2005 · 2006 · 2007 · 2008 · 2009 · 2010 · 2011 · 2012 · 2013 · 2014 · 2015 · 2016 · 2017 · 2018 · 2019 · 2020-2021 · 2022 · 2023 · 2024 · 2025